# Liste der Kulturdenkmäler in Kerben
In der Liste der Kulturdenkmäler in Kerben sind alle Kulturdenkmäler der rheinland-pfälzischen Ortsgemeinde Kerben einschließlich des Ortsteils Minkelfeld aufgeführt. Grundlage ist die Denkmalliste des Landes Rheinland-Pfalz (Stand: 27. Oktober 2023).

## Einzeldenkmäler
| Bezeichnung                    | Lage                                                 | Baujahr                  | Beschreibung                                                                                             | Bild                                    |
| ------------------------------ | ---------------------------------------------------- | ------------------------ | --- | --------------------------------------- |
| Wohnhaus                       | Kerben, Dammweg 1 Lage                               | 19. Jahrhundert          | Fachwerkhaus, teilweise massiv, 19. Jahrhundert                                                          | BW                                      |
| Brunnen                        | Kerben, Hauptstraße Lage                             |                          | Dorfbrunnen, Schwengelpumpe, Basaltbecken                                                                | BW                                      |
| Katholische Kirche St. Goar    | Kerben, Hauptstraße Lage                             | 1720                     | Saalbau, bezeichnet 1720, im Kern gotisch                                                                | BW                                      |
| Wegekreuz                      | Kerben, Hauptstraße, vor der Kirche Lage             | 1734                     | Wegekreuz, Basalt, bezeichnet 1734                                                                       | BW                                      |
| Wegekreuz                      | Kerben, Hauptstraße, bei Nr. 7 Lage                  | 18. oder 19. Jahrhundert | Wegekreuz, 18. oder 19. Jahrhundert                                                                      | BW                                      |
| Hofanlage                      | Kerben, Hauptstraße 34 Lage                          | 1824                     | Hofanlage; Krüppelwalmdachbau, bezeichnet 1824                                                           | BW                                      |
| Bahnhof Kerben                 | Kerben, Hauptstraße 62 Lage                          | um 1900                  | Typenbau der Bahnstrecke Koblenz-Lützel–Mayen Ost; Basaltbruchstein, teilweise verputzt, um 1900         | BW                                      |
| Kriegerdenkmal                 | Kerben, Hauptstraße, auf dem Friedhof Lage           | 1920er Jahre             | Kriegerdenkmal, stehender Engel mit Schild                                                               | BW                                      |
| Kapelle                        | Kerben, Hauptstraße, Ecke Rüberer Straße Lage        | 19. Jahrhundert          | Kapelle, 19. Jahrhundert                                                                                 | BW                                      |
| Wegekreuz                      | Kerben, südlich des Ortes an der K 49 Richtung Rüber | 1745                     | Wegekreuz, bezeichnet 1745                                                                               | Direkt Bild zu diesem Denkmal hochladen |
| Katholische Kapelle St. Marcus | Minkelfeld Lage                                      | 1856                     | neugotischer Saalbau, 1856                                                                               | weitere Bilder Fotos hochladen          |
| Wohnhaus                       | Minkelfeld, Nr. 12 Lage                              | um 1800                  | Wohnhaus eines Gehöfts; Krüppelwalmdachbau, um 1800                                                      | Fotos hochladen                         |
| Hofanlage                      | Minkelfeld, Nr. 15 Lage                              | 18. Jahrhundert          | Hofanlage; Fachwerkhaus, teilweise massiv, verputzt, wohl aus dem 18. Jahrhundert, bauliche Gesamtanlage | BW                                      |
| Hofanlage                      | Minkelfeld, Nr. 19 Lage                              | 1907                     | Hofreite; Mansarddachbau, Heimatstil, 1907, Bruchsteinscheune, 19. Jahrhundert, bauliche Gesamtanlage    | Fotos hochladen                         |
| Wegekreuz                      | Minkelfeld, nördlich des Ortes Lage                  | 1699                     | Wegekreuz, Basalt, bezeichnet 1699                                                                       | Fotos hochladen                         |